# 志尹南
志 尹南（チ・ユンナム、지윤남、1976年11月20日 - ）は、朝鮮民主主義人民共和国・平壌直轄市出身の元サッカー選手。現役時代のポジションはDF、MF。

## 来歴
2004年に北朝鮮代表デビューし、2006 FIFAワールドカップ・アジア予選と2010 FIFAワールドカップ・アジア予選で通算8試合に出場した。ポジションは主にセントラル・ミッドフィールダーだが、代表チームでは左サイドバックでプレーする。
2010 FIFAワールドカップ本大会ではグループリーグ第1戦のブラジル戦で試合終了間際にゴールを決め、試合は1-2で敗れたものの、強豪ブラジルを相手に一矢報いた。このゴールが同大会における北朝鮮代表の唯一の得点となった。
ブラジル戦後のユニフォーム交換の際にユンナムの筋骨たくましい上半身が露わになり、韓国メディアはユンナムを「人民腹筋」という愛称をつけて称賛した。

## 代表歴

### 出場大会
- 北朝鮮代表
  - 2010 FIFAワールドカップ

### 試合数
- 国際Aマッチ 33試合 3得点（2004年-2010年）[3]

| 北朝鮮代表 | 国際Aマッチ | 国際Aマッチ |
| 年         | 出場        | 得点        |
| ---------- | ----------- | ----------- |
| 2004       | 3           | 0           |
| 2005       | 0           | 0           |
| 2006       | 0           | 0           |
| 2007       | 3           | 0           |
| 2008       | 5           | 1           |
| 2009       | 10          | 1           |
| 2010       | 12          | 1           |
| 通算       | 33          | 3           |